# WE ARE LITTLE ZOMBIES
『WE ARE LITTLE ZOMBIES』（ウィーアーリトルゾンビーズ）は2019年6月14日公開の日本映画。
CMプランナーの長久允の長編映画デビュー作。
第35回サンダンス国際映画祭にて日本映画初の審査員特別賞・オリジナリティ賞を受賞。
第69回ベルリン国際映画祭ジェネレーション部門スペシャルメンション（準グランプリ）受賞、オープニング上映作品。

## 概要
両親を亡くしゾンビのように心を無くした4人の子どもたちが冒険し心を取り戻そうと音楽を通して成長していく物語。10代前半の二宮慶多、水野哲志、奥村門土、中島セナらが劇中で登場するバンド「LITTLE ZOMBIES」のメンバー役で主演を務める。ゾンビーズというタイトルだがゾンビ映画ではない。
監督の長久は2017年に短編映画『そうして私たちはプールに金魚を、』でサンダンス国際映画祭の短編部門のグランプリに輝いており、その際に独創的な映像が「ネオジャパニーズ」と称されたが、本作でもRPGのような映像表現や独特のリズム感で放たれる台詞回しなど、そのスタイルを貫いている。
キャッチコピーは「生きてるくせに、死んでんじゃねえよ。」。

## キャスト
- ヒカリ：二宮慶多
  - LITTLE ZOMBIESのヴォーカル。
- イシ：水野哲志
  - LITTLE ZOMBIESのドラム。フルネームは石新八。
- タケムラ：奥村門土
  - LITTLE ZOMBIESのベース。
- イクコ：中島セナ
  - LITTLE ZOMBIESのキーボード。
- 高見弦：佐々木蔵之介
  - ヒカリの父。
- 大田理恵：工藤夕貴
  - ヒカリの伯母。
- 望月悟：池松壮亮
  - LITTLE ZOMBIESのマネージャー。
- 江口栗子：初音映莉子
  - LITTLE ZOMBIESのマネージャー。
- 竹村倫太郎 - 村上淳
  - タケムラの父。
- 竹村南 - 西田尚美
  - タケムラの母親。
- 加茂慶一郎：佐野史郎
  - LITTLE ZOMBIESのプロデューサー。
- 伊武侑子：菊地凛子
  - イクコの母。
- 伊武春彦：永瀬正敏
  - イクコの父。
- 康本雅子
- 夏木ゆたか
- 澤本嘉光
- 利重剛
- シシヤマザキ
- 五月女ケイ子
- 山中崇
- 並木愛枝
- 佐藤緋美
- 水澤紳吾
- 黒田大輔
- 忍成修吾
- クリトリック・リス
- るうこ
- 長塚圭史
- 池谷のぶえ
- 戌井昭人
- 虹の黄昏
- 赤堀雅秋
- 奥村天晴
- 奥村今
- 清塚信也
- 山田真歩
- 湯川ひな
- 松浦祐也
- 澄海
- 渋川清彦
- プラズマ
- おやすみホログラム
- かっぴー
- Seiho
- いとうせいこう
- CHAI
- 菊地成孔
- 今田哲史
- 森田哲矢（さらば青春の光）
- 吉木りさ（声の出演）
- 柳憂怜
- ぼく脳
- 關PS2000
- 葵
- 愛どんわなだい
- 三浦誠己
- 前原瑞樹

## スタッフ
- 脚本・監督：長久允
- 製作：吉崎圭一、新井重人、水野道訓、井上肇、加太孝明
- プロデューサー：山西太平、高橋信一、横山治己、長谷川晴彦
- ラインプロデューサー：鈴木康生、小柳智則
- アソシエイトプロデューサー：國枝礼子、橘佑香里、熊澤瑠里
- 撮影：武田浩明
- 照明：前島祐樹
- サウンドデザイン：沖田純之介
- 美術：栗林由紀子
- 装飾：渡辺誉慶
- 衣裳：下山さつき
- ヘアメイク：光野ひとみ
- 助監督：平井淳史
- キャスティング：田端利江
- スクリプター：大西暁子
- 演出補：長田亮
- 制作担当：宮森隆介
- 編集：稲本真帆
- カラリスト：根本恒
- VFXスーパーバイザー：二瀬具洋
- 音楽プロデューサー：山田勝也
- リトルゾンビーズ音楽：LOVE SPREAD
- リトルゾンビーズ衣裳：writtenafterwards
- リトルゾンビーズメイク：加茂克也
- アートワーク：magma
- 8bitデザイン / オープニング：たかくらかずき
- アートディレクション / ロゴデザイン：間野麗
- 特別協賛：フェイスマスク ルルルン / グライド・エンタープライズ
- 配給：日活
- 制作プロダクション：ROBOT
- 製作幹事：電通
- 製作：“WE ARE LITTLE ZOMBIES”FILM PARTNERS（電通、日活、ソニー・ミュージックエンタテインメント、パルコ、ROBOT）